# Mascali
Mascali je italská obec na Sicílii v provincii metropolitního města Katánie. Obec byla v minulosti zničena erupcí sopky Etny, poté byla znovu vybudována.

## Popis
Mascali byla obec na svahu Etny z vlakovou zastávkou byla to malá klasická italská vesnice. Dnes se obec nachází asi 170 km (110 mil) východně od Palerma a asi 30 km (19 mil) severovýchodně od Katánie. V obci je turistický ruch díky plážím, které se zde nacházejí.

## Erupce 1928
V roce 1928 na svahu sopky Etny se vylila láva zalila obec Mascali. Tuto erupci přežil jen kostel a pár domů. Došlo ke zničení vlakové zastávky a přerušení vlakové trati Katánie-Messina. Později byla vesnice vystavěna na jiném místě kde leží do dnes.